# Gonepteryx aspasia
Gonepteryx aspasia är en fjärilsart som beskrevs av Ménétriès 1859. Gonepteryx aspasia ingår i släktet Gonepteryx och familjen vitfjärilar. Inga underarter finns listade i Catalogue of Life.